# Aswarby
Aswarby – wieś w Anglii, w hrabstwie Lincolnshire. Leży 34 km na południe od Lincoln i 161 km na północ od Londynu.